# Mediana
Mediana, wartość środkowa, drugi kwartyl – wartość cechy w szeregu uporządkowanym, powyżej i poniżej której znajduje się jednakowa liczba obserwacji. Mediana jest kwantylem rzędu 1/2, czyli drugim kwartylem. Jest również trzecim kwantylem szóstego rzędu, piątym decylem itd.
Mediana spełnia następujący warunek: jeśli szukamy liczby takiej, że średnia modułów odchyleń wartości dla wszystkich obserwacji od niej byłaby najmniejsza, to liczbą tą jest właśnie mediana. Dzięki temu mediana ma interpretację jako optymalne przewidywanie wartości za pomocą jednej liczby, jeśli przyjętą funkcją błędu przewidywania jest moduł odchylenia (różnicy).
Aby obliczyć medianę ze zbioru {\displaystyle n} obserwacji, sortujemy je w kolejności od najmniejszej do największej i numerujemy od 1 do {\displaystyle n.} Następnie, jeśli {\displaystyle n} jest nieparzyste, medianą jest wartość obserwacji w środku (czyli obserwacji numer {\displaystyle {\tfrac {n+1}{2}}}). Jeśli natomiast {\displaystyle n} jest parzyste, wynikiem jest średnia arytmetyczna między dwiema środkowymi obserwacjami, czyli obserwacją numer {\displaystyle {\tfrac {n}{2}}} i obserwacją numer {\displaystyle {\tfrac {n}{2}}+1.}
Niekiedy używane są inne wersje mediany:
- Wersja, w której dla parzystego n zamiast średniej arytmetycznej losuje się jedną z wartości dla dwóch obserwacji: numer {\displaystyle n/2} lub {\displaystyle n/2+1.} Znajduje zastosowanie szczególnie przy obróbce dwubarwnych map bitowych. Klasyczna mediana wymagałaby wówczas wprowadzenia obok istniejących kolorów białego i czarnego także koloru szarego.
- Mediana ważona, w której każda obserwacja {\displaystyle a_{i}} ma przypisaną wagę {\displaystyle w_{i}.} Jeśli {\displaystyle w_{i}} są liczbami naturalnymi, jej obliczenie sprowadza się do obliczenia klasycznej mediany, w której obserwacja {\displaystyle a_{i}} jest wzięta pod uwagę {\displaystyle w_{i}} razy.
- Przyjąć można również, iż jeśli {\displaystyle n} jest parzyste, to medianą może być równie dobrze każda liczba z przedziału od wartości dla obserwacji numer {\displaystyle n/2} do wartości obserwacji {\displaystyle n/2+1.} Każda z tych liczb spełnia bowiem warunek minimalizacji średniej z modułów odchyleń.

Mediana znalazła szerokie zastosowanie w statystyce jako średnia bardziej odporna na elementy odstające niż średnia arytmetyczna. Używana jest w grafice komputerowej i cyfrowym przetwarzaniu sygnałów w celu odszumiania – na obrazie zachowuje ona ostre krawędzie przy jednoczesnym usunięciu szumów.
Odporność na elementy odstające jest na ogół zaletą, jednak czasem może być uważana za wadę – nawet olbrzymie zmiany skrajnych obserwacji nie wpływają na jej wartość. Stąd pojawiły się propozycje pośrednie pomiędzy nimi, takie jak średnia ucinana, stosowana na przykład w konkursach par tanecznych.